# 그렌펠 타워 화재
그렌펠 타워 화재(영어: Grenfell Tower Fire)는 2017년 6월 14일 밤 12시 54분(현지시각)에 영국 런던 켄징턴 북부에 있는 24층 높이의 임대아파트 그렌펠 타워에서 발생한 대형 참사이다. 화재 진압 초기에는 적어도 소방관 200명과 소방차 40대가 투입되어 화재를 진압하고 있지만 불길을 잡지 못한 상태였다. 많은 사람들이 불길에 갇혀 있다고 보도되었다. 런던 시장 사디크 칸은 이 화재를 대형 참사라고 발표했다. 화재 건물에서 사람들이 뛰어 내리는 것을 목격한 사람들이 있다고 보도되었다.

## 원인
원인은 4층 냉장고의 전기 합선으로, 플라스틱 외장재가 불을 키운 원인으로 지목되었다.

## 반응

### 6월 15일
- 테리사 메이 총리가 현장을 방문했으나, 화재 발생 다음 날에야 현장을 방문한 데다가 주민들을 만나지 않고 떠나 비난을 받았다.[4] 화재 현장을 방문한 후 진상조사위원회 설치와 피해자들을 위한 75억 원의 긴급기금 지원을 약속하였다.[5]
- 엘리자베스 2세 여왕이 희생자들을 애도하는 성명을 발표하였다.[6]
- 제러미 코빈 노동당 대표가 메이 총리가 떠난 후 화재 현장을 방문하고,[6] 피해자들을 위로하였다.[5]

### 6월 16일
- 비난이 거세지자  메이 총리는 생존자들의 임시 거처인 교회를 방문하였다. 일부 시민이 교회 앞에서 메이를 "겁쟁이", "부끄러운 줄 알아라"라며 비난하였다.[5]
- 엘리자베스 2세 여왕이 현장을 찾아 피해자 가족들과 자원 봉사자들을 만났다.[5]
- 임시 거처를 마련해 달라는 요구를 정부가 묵살했다며 생존자들이 구청 진입을 시도하였다.[1]
- 정부의 긴축 재정과 잘못된 주택 정책이 대형 참사로 이어졌다며 런던 시내 곳곳에서 시위가 벌어졌다.[1]

### 6월 17일
- 메이 총리는 피해자 가족들과 생존자들, 자원봉사자들 등 15명을 총리실에 불러 면담하였다. 면담이 끝난 후 발표한 성명에서 "이 끔찍한 재앙이 발생한 이후 처음 몇 시간 동안 도움이나 기본적 정보가 필요한 가족들을 위한 지원이 충분하지 않았다"고 인정하였다.[5]

## 사진

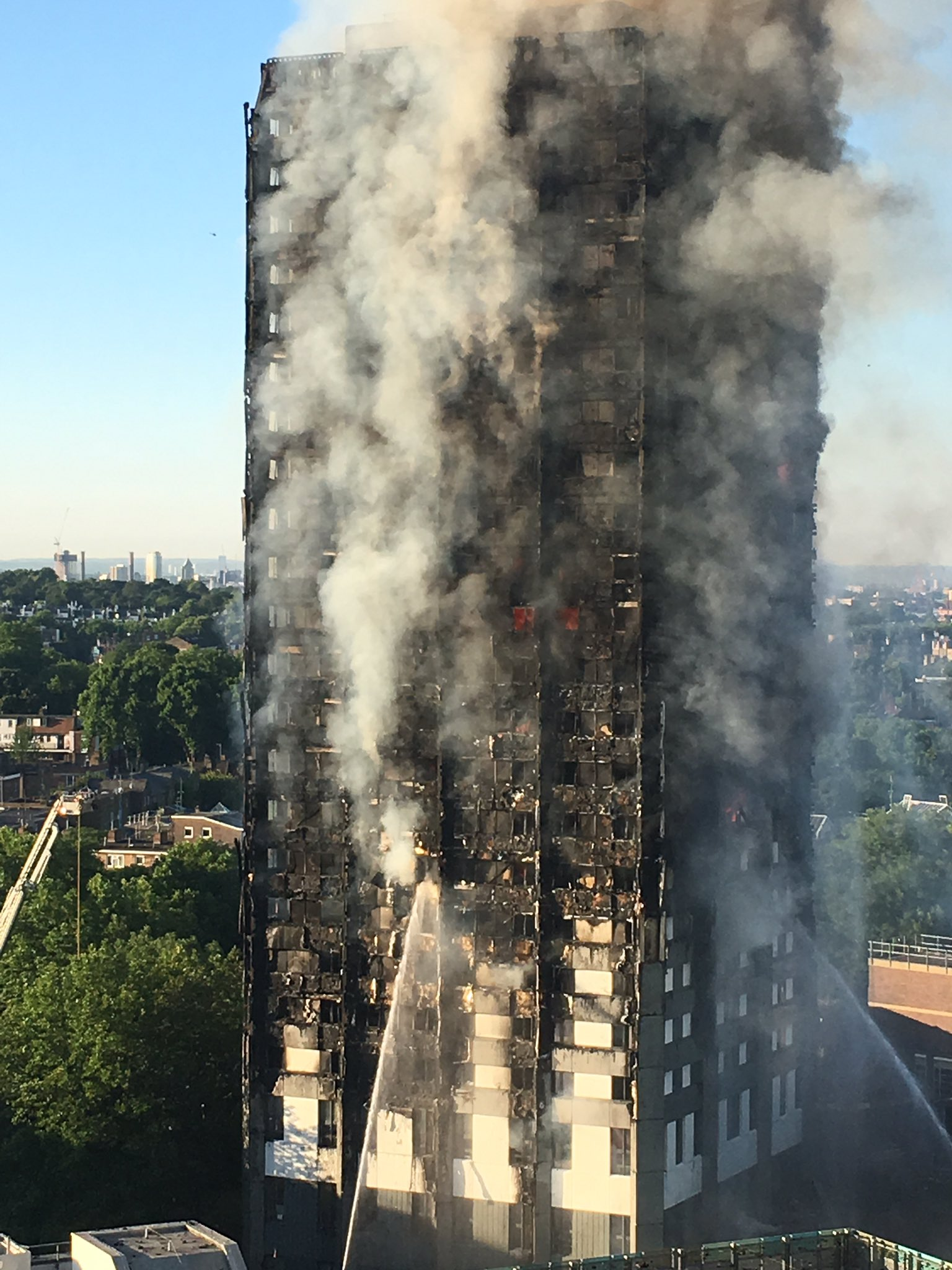
날이 밝아온 화재 현장
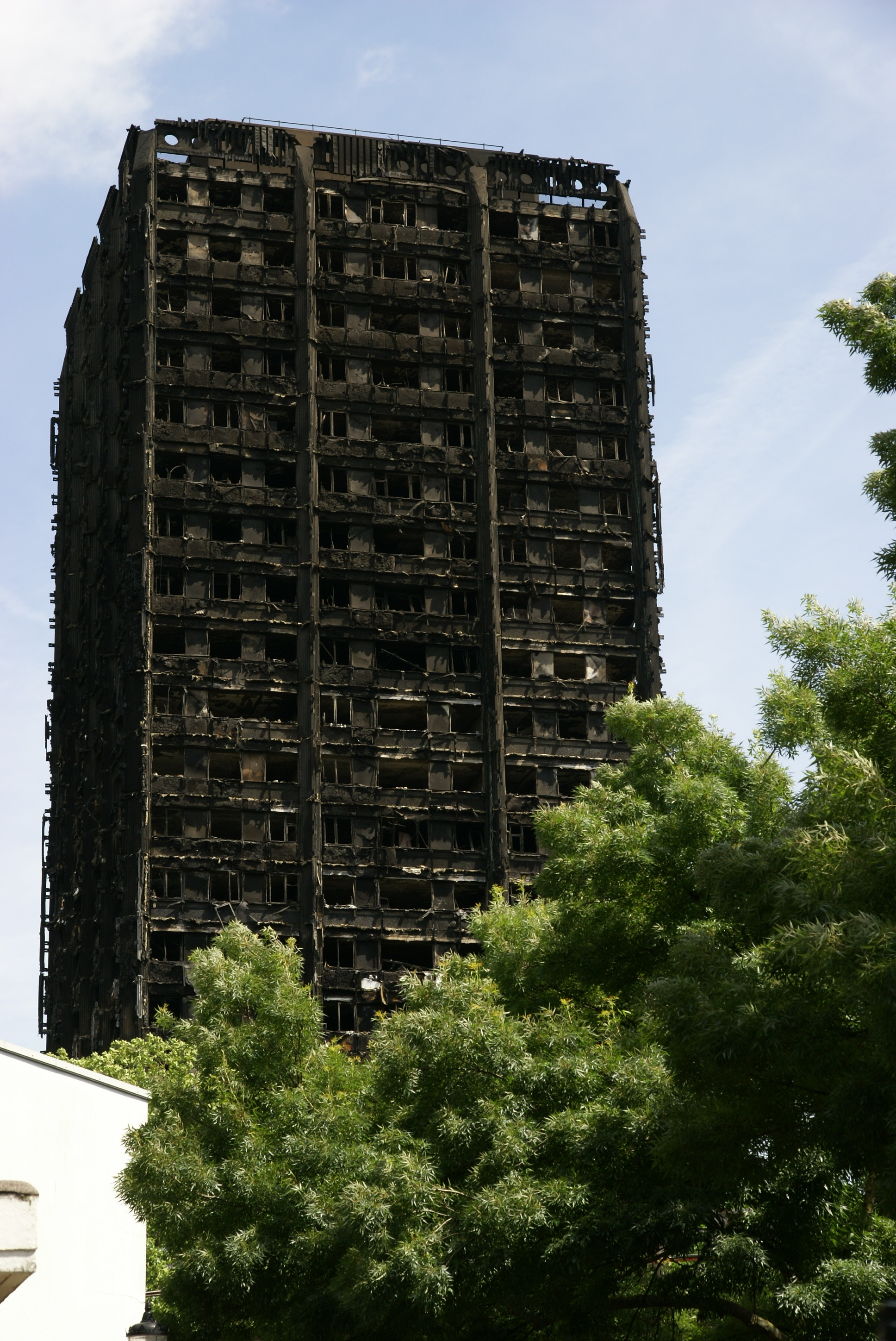
화재 이후 남은 잔해

## 같이 보기
- 로넌 포인트
- 대연각호텔 화재
- 2010년 상하이 아파트 화재
- 우신골든스위트 화재
- 마르코폴로 콘도 화재
- 플라스코 빌딩 화재 참사